# Hipolit Galantini
Hipolit Galantini, właśc. wł. Ippolito Galantini (ur. 14 października 1565 we Florencji, zm. 20 marca 1619 tamże) – włoski katecheta, założyciel Bractwa Doktryny Chrześcijańskiej (FDC), błogosławiony Kościoła katolickiego.
Jego ojciec pracował jako tkacz. Hipolit został nauczycielem katechezy w wieku 12 lat w kościele św. Łucji we Florencji (wł. Chiesa di Santa Lucia sul Prato), a mając 17 został przełożonym i reorganizatorem bractwa przy tym kościele. Założył bractwo religijne zwane Zgromadzeniem św. Franciszka Doktryny Chrześcijańskiej (wł. Congregazione di San Francesco della Dottrina cristiana), któremu napisał statut i afiliował do III Zakonu św. Franciszka. W 1602 wybudował oratorium dla bractwa a następnie na terenie Toskanii, również Umbrii i Modeny pozakładał kolejne oratoria z tym samym przeznaczeniem: prowadzenie działalności religijnej i katechizacji.
Zmarł 20 marca 1619, mając 53 lata, w opinii świętości. Jego grób szybko stał się miejscem pielgrzymek.
Papież Benedykt XIV ogłosił go czcigodnym w 1756 roku. Został beatyfikowany przez Leona XII w dniu 19 czerwca 1825 roku.